# The Heartland Café
The Heartland Café — четвёртый студийный альбом шведской группы Gyllene Tider, вышедший 17 февраля 1984 года (на LP и аудиокассетах) и 28 марта 1991 года (на CD). Это первый и единственный альбом группы на английском языке. Кроме того, это второй альбом группы, в записи которого принимала участие Мари Фредрикссон в качестве бэк-вокалистки. Альбом вышел в США под сокращённый названием «Heartland», причём название группы Gyllene Tider было изменено на более простое для американских слушателей — Roxette. Пер Гессле позднее использовал имя «Roxette» для группы с Мари Фредрикссон, первый официальный релиз которой вышел в июле 1986 года.

## История
В 1983 году Пер Гессле выпустил свой дебютный сольный альбом, на котором в качестве приглашённой артистки выступила будущая коллега по Roxette Мари Фредрикссон. Альбом, что удивительно, продавался довольно неплохо, несмотря на то, что песни на нём разительно отличались от творчества его группы Gyllene Tider, которая была в те годы на пике своей популярности в родной Швеции. Критики оценили сольник Гессле как «более взрослый» по сравнению с творчеством Gyllene Tider.
После этого все члены Gyllene Tider прошли срочную военную службу кроме самого Гессле, который смог её избежать, заявив, что страдает несколькими разными видами паранойи. Вернувшись к гражданской жизни, музыканты стали обсуждать будущее группы: было решено записать что-то совершенно иное, отличное от предыдущих работ — например, альбом на английском языке для выхода на международный рынок. Альбом записывался на студии «EMI Studios» в Стокгольме в период с июля по декабрь 1983 года и появился на прилавках магазинов весной 1984 года. Когда работа над «The Heartland Café» завершилась, оказалось, что группа звучит как старая добрая Gyllene Tider, только на английском языке. Альбом в итоге продался тиражом 45.000 экземпляров, что было полным провалом.
По этой причине ни одна из звукозаписывающих компаний группы EMI не захотела выпускать альбом, кроме единственной «Capitol Records» в США. Это означало, что все крупные средства, потраченные на съемки видеоклипа на сингл «Teaser Japanese» были выброшены на ветер. В конце 1984 года «Capitol Records» выпустила только мини-альбом под сокращённым названием «Heartland» с шестью песнями из оригинальго релиза. Кроме того, лейбл попросил группу придумать новое имя, они не могли использовать шведское «Gyllene Tider» (Юллене Тидэ) для международного релиза. Тогда Гессле предложил использовать название «Roxette», которое он позаимствовал у британской рок-группы группы Dr. Feelgood и их одноимённой песни Roxette. Это был первый в истории релиз, на котором Пер Гессле и Мари Фредрикссон записали песни вместе под именем «Roxette».
Для продвижения альбома в Швеции группа отправилась в короткий гастрольный тур весной 1984 года. Группу сопровождала Мари Фредрикссон в качестве бэк-вокалистки, а также Ульрика Улин (швед. Ulrica Uhlin). Несмотря на то, что тур не был успешным, концерт в «Wa-Waco» в Хальмстаде считается одним из лучших концертов группы Gyllene Tider за всю её историю.
Когда альбом был переиздан и выпущен на CD в 1990 году (в бокс-сете «Kompakta Tider») и в 1991 году на одтельном CD, к основному сету песен были добавлены бонус-трэки (см. ниже):
- «Kiss From A Stranger» и «Mr. Twilight» были изначально записаны для «The Heartland Café», но не попали в основную версию.
- «Rock On» — кавер песни Дэвида Эссекса[англ.]. Выпущена только на этих CD и нигда более не издавалась.
- «Young Girl» — би-сайд к синглу «Teaser Japanese».
- «Anytime» — первоначально была записана для этого альбома, однако не попала в основную версию и была только выпущена на сборнике «Hi Fidelity/1».

## Список композиций
| №  | Название                                             | Длительность |
| -- | ---------------------------------------------------- | ------------ |
| 1. | «Run Run Run»                                        | 2:58         |
| 2. | «Break Another Heart»                                | 4:28         |
| 3. | «Teaser Japanese»                                    | 3:27         |
| 4. | «Another Place, Another Time»                        | 3:44         |
| 5. | «Dreaming»                                           | 3:15         |
| 6. | «When Love’s on the Phone (You Just Have to Answer)» | 3:51         |

| №   | Название                                             | Длительность |
| --- | ---------------------------------------------------- | ------------ |
| 1.  | «Heartland»                                          | 0:50         |
| 2.  | «Run Run Run»                                        | 2:58         |
| 3.  | «Break Another Heart»                                | 4:28         |
| 4.  | «Teaser Japanese»                                    | 3:27         |
| 5.  | «Another Place, Another Time»                        | 3:44         |
| 6.  | «Demon Emptiness»                                    | 4:59         |
| 7.  | «Dreaming»                                           | 3:15         |
| 8.  | «When Love's On The Phone (You Just Have To Answer)» | 3:51         |
| 9.  | «Can You Touch Me?»                                  | 3:18         |
| 10. | «Even If It Hurts (It's Alright)»                    | 3:27         |
| 11. | «Heartland Café»                                     | 6:16         |

| №   | Название               | Длительность |
| --- | ---------------------- | ------------ |
| 12. | «Kiss From A Stranger» | 3:29         |
| 13. | «Young Girl»           | 3:32         |
| 14. | «Anytime»              | 3:20         |
| 15. | «Mr. Twilight»         | 3:16         |
| 16. | «Rock On»              | 4:05         |

## Участники записи
Gyllene Tider
- Мике «Сюд» Андерссон — ударные, перкуссия, синтезаторы, бэк-вокал
- Йоран Фритцон — рояль, синтезаторы, перкуссия
- Пер Гессле — вокал, синтезаторы, бэк-вокал
- Андерс Херрлин — бас-гитара и синтезаторы
- Матс МП Перссон — электро- и акустическая гитара, pedal steel guitar, рояль, синтезаторы, мандолина, труба

Другие участники записи
- Янне Барк[швед.] — бэк-вокал
- Мари Фредрикссон — бэк-вокал
- Ацуко Кацубэ (Atsuko Katsube) — чтение стихотворение по-японски в песне «Teaser Japanese» (также автор японского стихотворения)
- Лассе Линдбом — перкуссия, бэк-вокал, колокольчики
- Гуннар Лёф (Gunnar Lööf) — азбука Морзе
- Bengt Palmers[швед.] — струнные
- Anne-Lie Rydé[англ.] — вокал
- Эрик Странд (Erik Strandh) — аккордион
- Никлас Стрёмстед — бэк-вокал
- Рег Уорд[швед.] — саксофон

## Форматы записи
Альбом вышел в 1984 году в Швеции на 12" виниле (LP) и аудиокассете. В 1990 году альбом был издан на CD в Швеции и Нидерландах.

## Чарты
В США альбом получил весьма скромный успех. В Швеции дела обстояли намного лучше, где «The Heartland Café» поднялся до 18 строчки в местном хит-параде.